# Hélène av Orléans
Hélène av Orléans, född 13 juni 1871, död 21 januari 1951, var en fransk prinsessa.
Hon var dotter till Ludvig Filip, greve av Paris och Marie Isabelle av Orléans. Familjen levde i Paris fram till 1883, då alla ättlingar av Frankrikes förra dynastier förvisades, och de bosatte sig därefter i Storbritannien. 
Hélène blev som vuxen en berömd skönhet, och hennes föräldrar ville därför arrangera ett äktenskap mellan henne och en monark eller tronarvinge. Familjen umgicks vid brittiska hovet, och Hélène förälskade sig 1890 i Prins Albert Victor, hertig av Clarence och Avondale. Paret ville gifta sig, vilket innebar att Hélène skulle tvingas konvertera. Både hennes far och påven själv motsatte sig dock att Hélène skulle överge katolicismen. Hon mottog 1892 ett frieri av Ernst Gunter av Holstein-Augustenburg (1863–1921), men varken hon eller Ernsts syster, Tysklands kejsarinna, var intresserad av saken. Hon föreslogs som brud åt den senare Nikolaj II av Ryssland, ett äktenskap som stöddes av Nikolajs mor, men som varken Nikolaj eller Hélène var intresserade av. Österrikes tronföljare Franz Ferdinand uttryckte intresse och äktenskapet diskuterades, men planerna avbröts när Franz Ferdinand blev intresserad av ett annat giftermål. 
Hon gifte sig 25 juli 1895 med den italienska prinsen hertig Emmanuel Filiberto av Aosta, kusin till Viktor Emanuel III, med vilken hon fick två söner. Hon blev ordförande för italienska röda korsets sköterskor och tjänstgjorde som sjuksköterska på ett lasarettfartyg under det Italiensk-turkiska kriget 1911-1912. Hon gjorde flera resor till Afrika från 1892 och framåt, och även en jordenruntresa 1913-1914, och utgav reseskildringar från sina resor. 
Hon blev änka 1931, och gifte sig 1936 med löjtnant Otto Campini.